# Denis Bruyère
Pour les articles homonymes, voir Bruyère (homonymie).
Denis Bruyère, né le 27 octobre 1957, est un ébéniste créateur et sculpteur ornemaniste belge.
Conservateur et restaurateur de meubles anciens et objets d'art de grand patrimoine, spécialiste de l'ébénisterie de luxe et de la marqueterie, créateur de meubles et objets d'art contemporains, de boîtes et coffrets à mécanismes, il met en œuvre des matériaux divers, conçoit, selon les besoins, des outils et des traitements du bois inédits.
Denis Bruyère est le fondateur de l'Atelier de Sassor, à Theux, qui, afin de préserver l'objectif d'excellence, fait régulièrement appel à des spécialistes dans des métiers connexes, comme scieurs de bois précieux, maîtres-verriers, fondeurs de bronze, postainiers. Cet atelier est ouvert à des apprentis et leur offre la possibilité de recevoir des formations dans les spécificités liées au travail du bois et à celui d'autres matériaux.
Denis Bruyère est membre de l'Association professionnelle de conservateurs-restaurateurs d'œuvres d'art (APROA-BRK).

## Biographie
Denis Bruyère, né le 27 octobre 1957 à Liège, en Région wallonne, dans la province de Liège (Belgique), issu d'une famille d'ingénieurs, entre à la Faculté de droit de l'université de Liège (une année de cours), puis étudie le design industriel à l'École supérieure des arts Saint-Luc à Liège,.
Il accomplit ensuite une formation en ébénisterie et sculpture ornemaniste à l'Institut Saint-Laurent (Liège),.

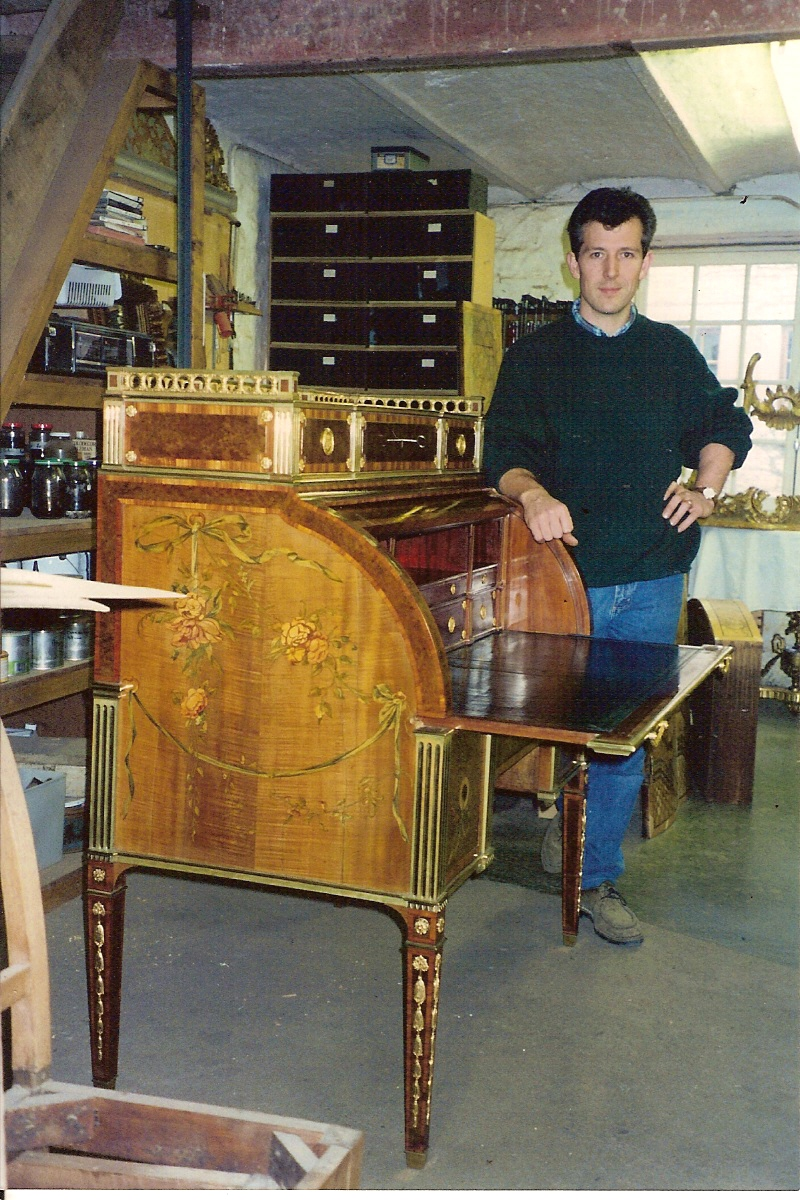
Denis Bruyère et le secrétaire à cylindre de David Roentgen (en 1992)

En 1980, Denis Bruyère, conservateur-restaurateur de meubles anciens et d'objets d'art de grand patrimoine, crée son atelier. Au fil du temps, il héberge et restaure de plus en plus régulièrement des pièces d'une qualité exceptionnelle. Pendant quinze ans au service du patrimoine, tant belge qu'étranger, il restaure des meubles et des marqueteries sophistiquées dus à de grands ébénistes des XVIIe, XVIIIe et XIXe siècles, chaque restauration nécessitant l'application scrupuleuse des techniques d'origine afin de respecter l'œuvre patrimoniale.
Début 1992, Denis Bruyère devient membre de l'Association professionnelle de conservateurs-restaurateurs d'œuvres d'art (APROA-BRK).
Depuis 1994, « conscient de la valeur des techniques traditionnelles de son métier, [il] décide de les appliquer à la création contemporaine. » (Albert Moxhet). Il réalise des meubles et objets d'art contemporains, des boîtes et des coffrets à mécanismes pour la fabrication desquels il utilise des matériaux divers et si besoin conçoit de temps à autre des outils et des traitements du bois inédits.

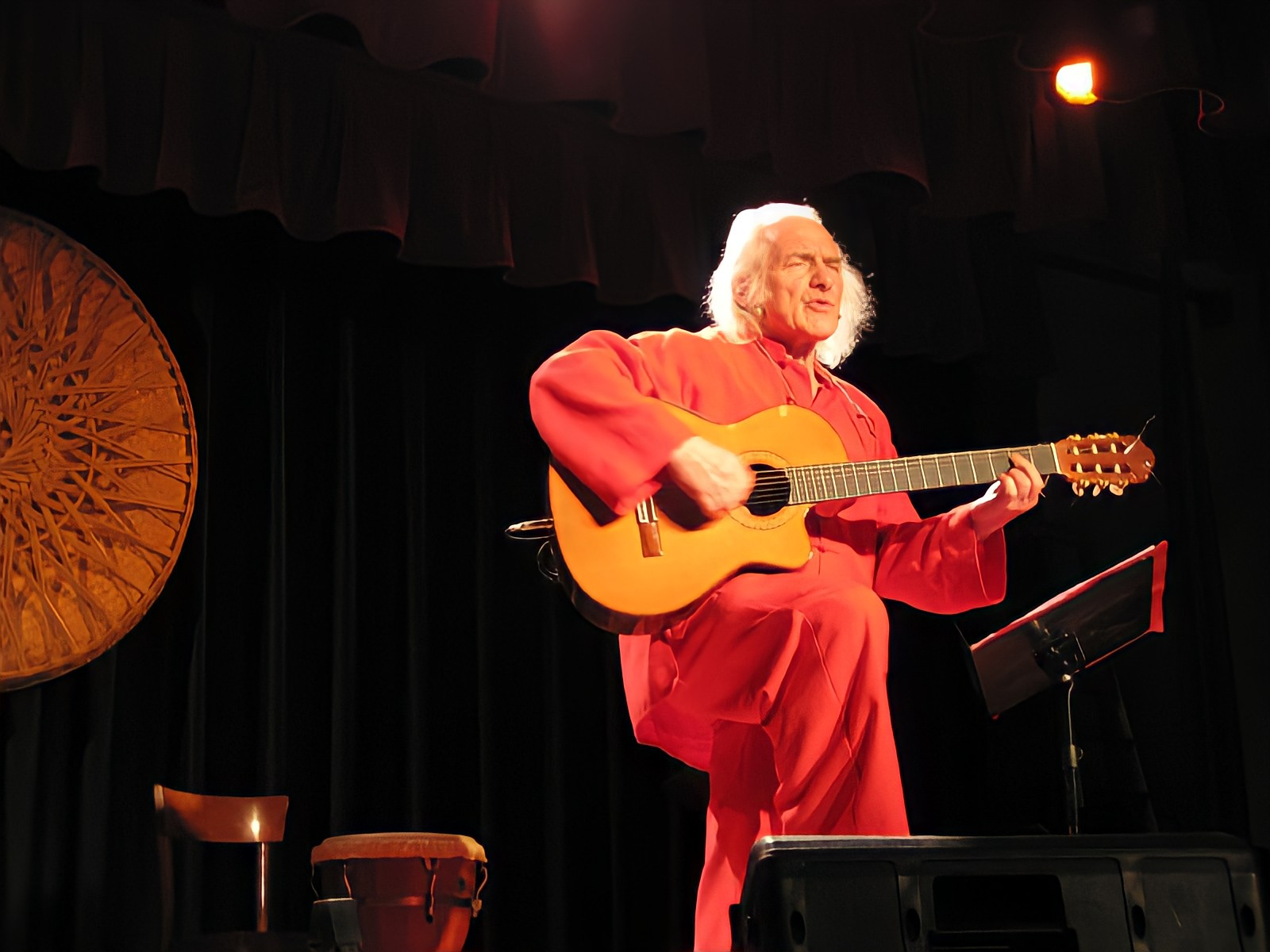
Julos Beaucarne en concert (2007)

En 2001, il agrandit son atelier, niché dans le paysage vert et pierre de Theux, à Sassor.
« Des expositions en Belgique et à l'étranger ont fait connaître le travail de celui que le poète, écrivain, chanteur et sculpteur belge Julos Beaucarne a surnommé le couturier du bois. » (Albert Moxhet),.
En 2005, Denis Bruyère transforme une partie de son jardin de Sassor afin d'agrandir son atelier qu'il ouvre rapidement à des apprentis tout en travaillant à une œuvre monumentale : New Town,.
En 2014, il est nommé « membre effectif de la Commission consultative du Patrimoine culturel mobilier (CCPCM) au titre d'expert justifiant d'une compétence ou d'une expérience en conservation-restauration » (arrêté ministériel du 14 janvier 2014).

## Conservation et restauration de meubles anciens de grand patrimoine

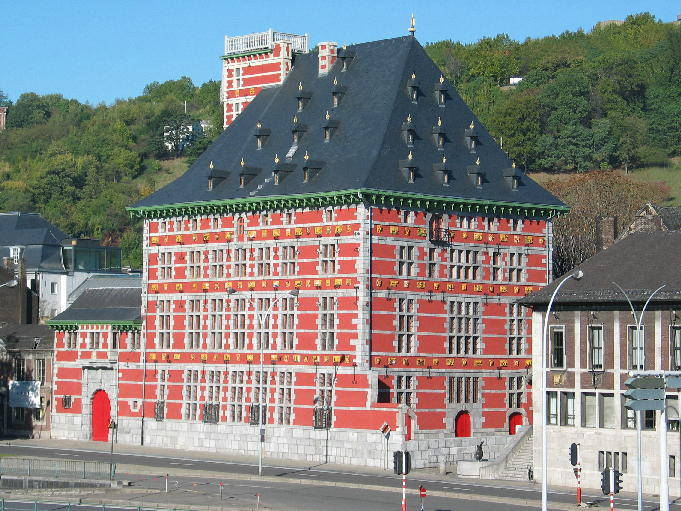
Le palais Curtius, siège de l'Institut archéologique liégeois.

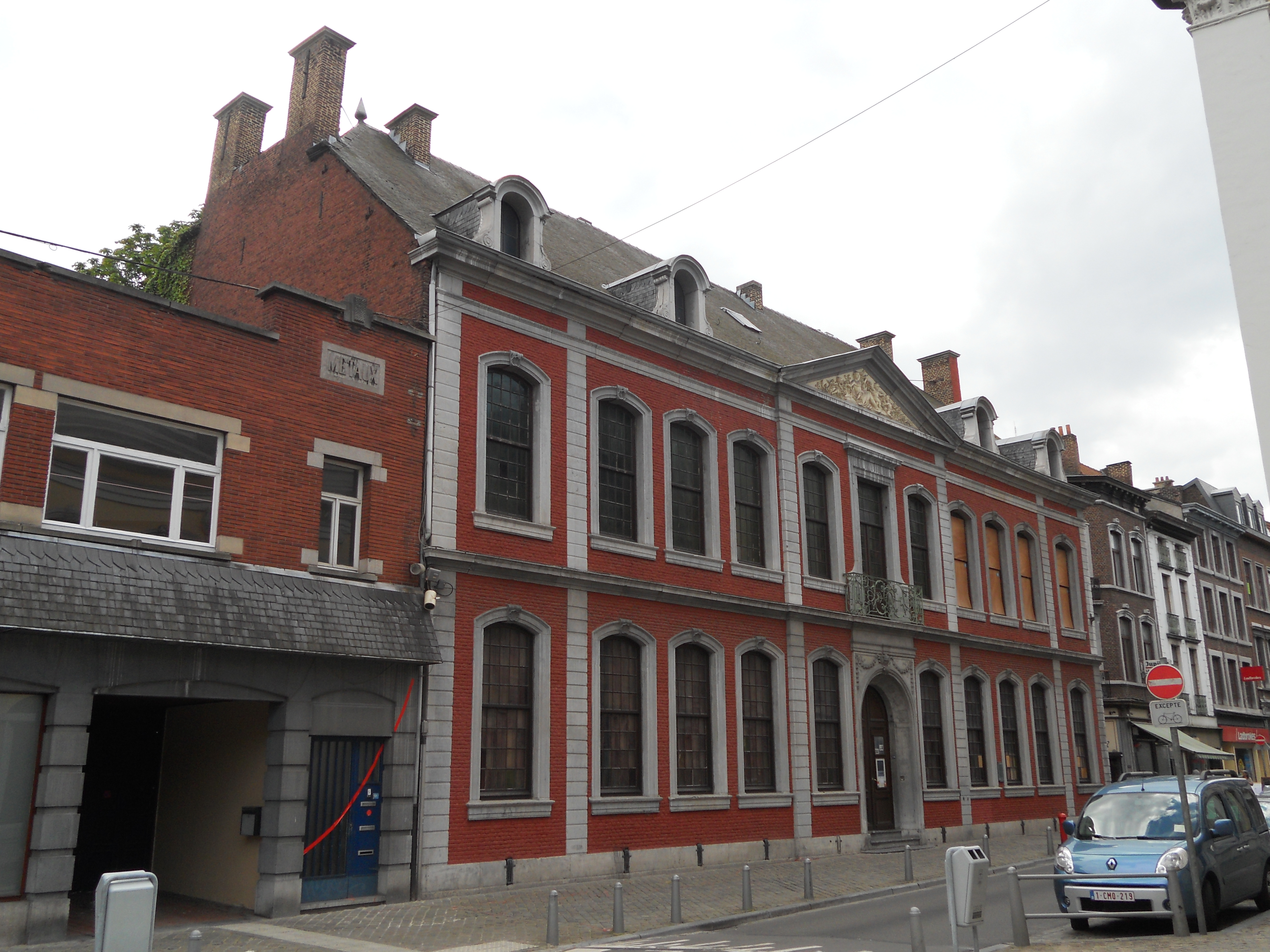
Le Musée d'Ansembourg à Liège.

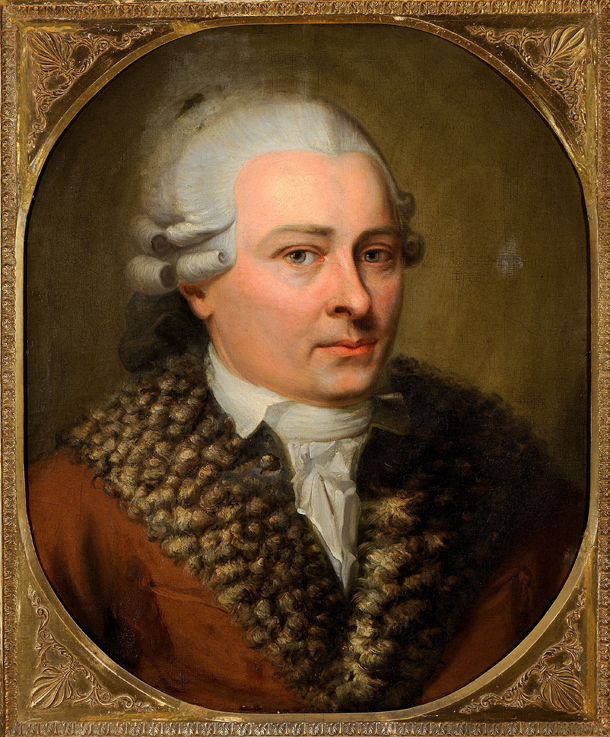
David Roentgen (1743-1807)

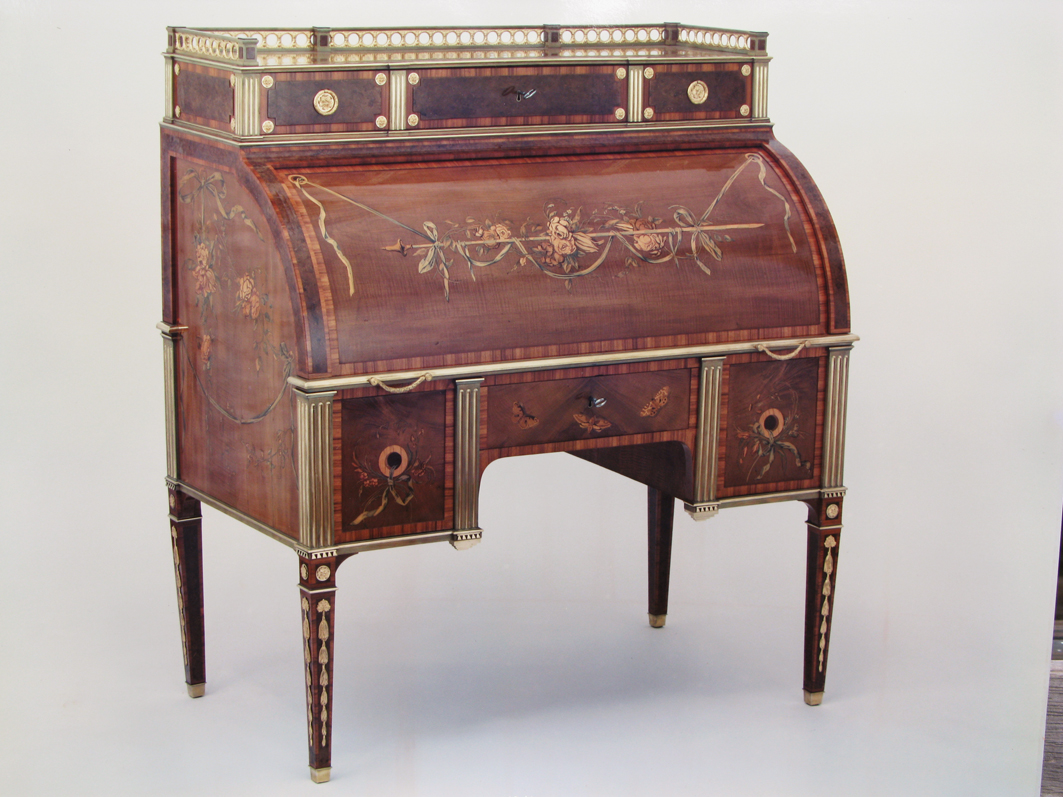
Secrétaire à cylindre de David Roentgen (1780)

Denis Bruyère restaure, tant pour le patrimoine belge que pour le patrimoine mondial, des meubles dus aux grands ébénistes des XVIIe, XVIIIe et XIXe siècles.
Les Chroniques d'Archéologie et d'Histoire du pays de Liège (octobre 2001 - mars 2002, n° 16-17, tome I) de l'Institut archéologique liégeois relatent le travail de restauration par Denis Bruyère de la table dite de "l'État Tiers". En juillet 2000, cette table-bureau part pour l'atelier de Denis Bruyère, une souscription publique en faveur de la restauration de ce meuble de grand patrimoine ayant été lancée en février 1998. Ce travail nécessite 850 heures pendant un an.
Cette publication présente aussi l'attribution de Denis Bruyère, ainsi que son étude, d'une table de travail à l'ébéniste David Roentgen (1743-1807). Denis Bruyère a officiellement et selon sa proposition à la conservatrice de l'époque, Ann chevalier, preuves à l'appui, attribué ce meuble à David Roentgen alors que les inventaires stipulaient « meuble liégeois à la façon de Roentgen ».
En 2014, soit douze ans plus tard, la Fondation Roi Baudouin décide de confier la table de travail signée David Roentgen à Denis Bruyère pour conservation-restauration.
Des meubles exposés au Musée d'Ansembourg sont restaurés dans l'Atelier de Sassor, dont un secrétaire à deux corps liégeois en marqueterie à propos duquel Denis Bruyère écrit également un article dans les Chroniques d'Archéologie et d'Histoire du pays de Liège (avril-juin 2003, n° 2, tome II), le rapprochant de son "frère" restauré en même temps à l'Atelier de Sassor, et issu assurément du même atelier : « Longue est la liste des similitudes tant dans les dessins, les techniques et les gestes que dans le choix des matériaux. Émouvante rencontre ! » (Denis Bruyère).
Parmi les meubles de grand patrimoine restaurés par Denis Bruyère se trouve un secrétaire ayant appartenu à Louis XVI et à Marie-Antoinette. Ce secrétaire, restauré dans les années 1990, était la propriété d'une famille liégeoise depuis les grandes ventes révolutionnaires et fait partie d'une collection privée.
Une armoire liégeoise en marqueterie, dont la restauration demanda à l'Atelier de Sassor 1 700 heures de travail de précision, appartient également à une collection privée.

## Œuvres

### Bureau Bernard-l'Hermite(2002-2003)
Christopher Payne, expert en mobilier et sculpture chez Sotheby's à Londres et à la BBC, cherche depuis deux ans un ébéniste créateur de haut niveau pouvant réaliser un meuble hors du commun pour Jane Lewis, épouse du collectionneur anglais Jo Lewis, lorsqu'il repère, à Paris, Denis Bruyère. Ce grand bureau, en deux parties, en forme de coquillages, s'inspire du monde marin car il devait évoquer la mer, la seconde contrainte voulant que le meuble soit « dingue et sans ligne droite » : « I'd like a crazy furniture, but no straight line. ».
Le Bureau Bernard-l'Hermite est exposé à Londres chez l'antiquaire Carlton Hobbs, à Bruxelles dans la galerie Miessen et ensuite à Verviers, en Belgique, avant son départ pour les Caraïbes en 2003. Lors de la livraison furent alors commandés à Denis Bruyère les sièges assortis.

### New Town(2004-2010)
À nouveau par le biais de Christopher Payne, une famille irlandaise s'adresse à Denis Bruyère pour la création d'une œuvre monumentale destinée à occuper, dans son château, une pièce de passage entre deux salles. « Mon idée fut de créer une mégapole moderne en trois dimensions et à l'échelle de la pièce qu'ils m'avaient présentée. Quinze buildings leur donneraient l'impression de se promener dans une ville qui pourrait figurer New York ou Chicago. »,,.
L'Avenir du 10 mars 2008 cite Denis Bruyère : « [...] un projet un peu fou de buildings sculptés selon mon imaginaire. ». Cette mégapole moderne composée de quinze tours, sortes de buildings sculptés, comportent des dômes en bois, des sculptures de fruits, entre autres.
Dans la réalisation de New Town, le bois reste évidemment privilégié, mais le verre, la pierre et le métal y trouvent aussi leur place. Chacune des tours créées conte une histoire différente mais complémentaire.
Albert Moxhet, le 8 juillet 2009, écrit dans Le Pays de Franchimont (bulletin mensuel du Royal Syndicat d'Initiative de Theux) : « Il y avait de quoi avoir le souffle coupé devant la hardiesse de conception de chacune de ces tours, la lecture allusive ou symbolique qui peut se faire à travers les formes, la marqueterie et les sculptures, la finesse du travail jusque dans ses moindres détails, la mise en œuvre de matériaux divers... ».

### Œuvres aux mécanismes secrets
- Arrondir les angles, chêne immergé, érable ondé, mécanisme en laiton poli et argent. Cette œuvre appartient au Musée de la vie wallonne de Liège qui a demandé à Denis Bruyère « de créer un objet pour souligner son rôle créatif en Région wallonne. »[16].

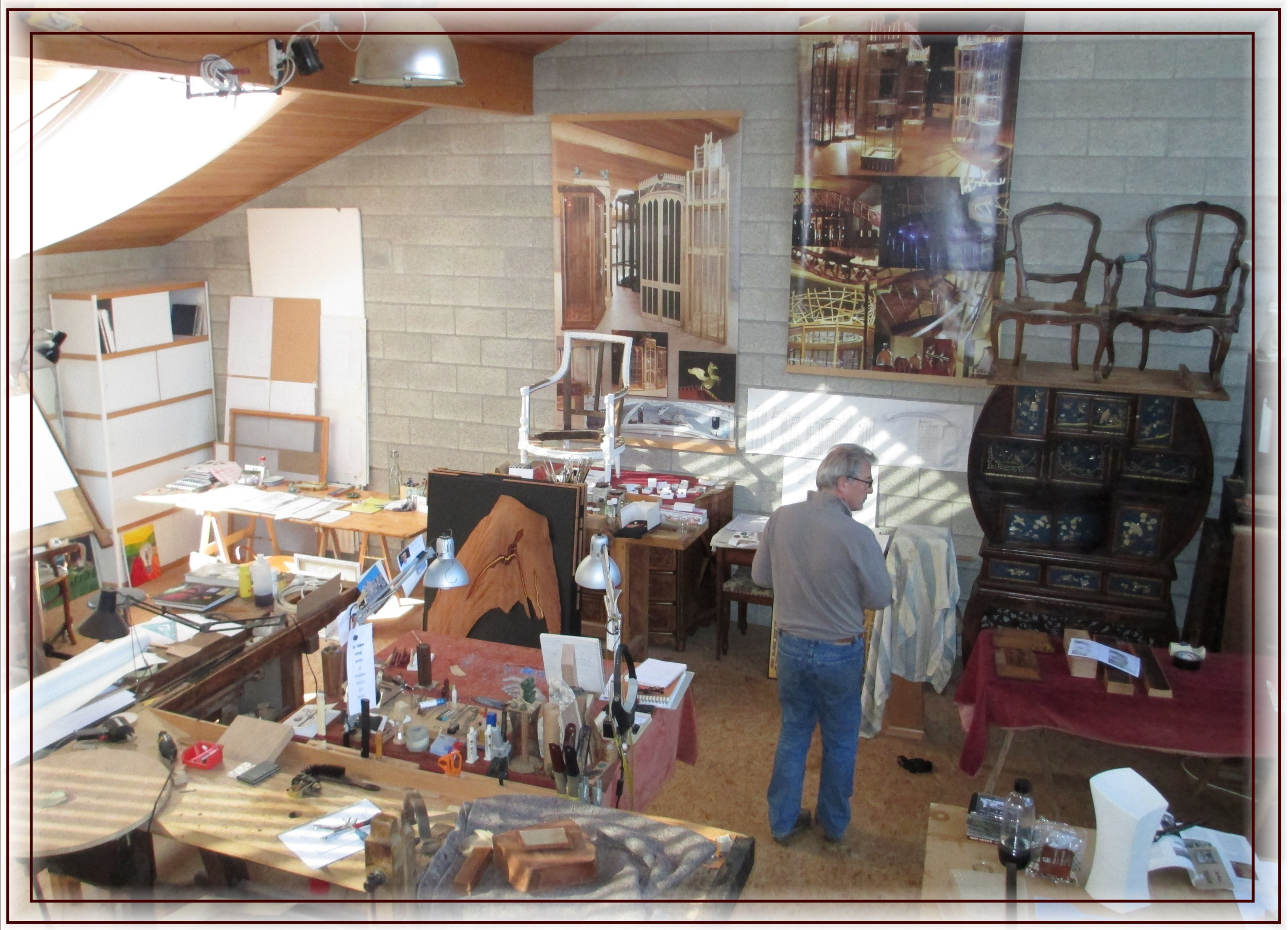
Denis Bruyère dans l'Atelier de Sassor (2014)

- Cristal, portion d'hélicoïde, cristal de roche et bois d'érable plaqué de prunier, mécanisme en laiton poli.
- Ammonite, prunier, érable et argent, mécanisme animé par la rotation d'une sculpture en argent.
- Nos Trois Gars[15]
- Rititi, noyer[15]
- L'Être intérieur (ou L'Hêtre intérieur)[15], hêtre, palissandre de Rio marqueté d'un liseron[17].
- Gardienne de la vie (1995), ronce de noyer, marqueterie d'érable teinté, nacre[17].
- Du Cep à la vigne (1995), palissandre de Rio, incrustations vigne aux sept grappes et cep[17].
- Les Rois de la Création (1995), ébène du Gabon et marqueterie, argent[14].
- Mlles et Miles, palissandre de Madagascar et prunier, ouverture par rotation de deux papillons en argent[14].
- Fabuleuses diopsides (1996), palissandre de Madagascar, érable et argent[17].
- D'un plaisir à l'autre... (1996), ébène du Gabon, violette, érable[17].
- Lune croissante (1996), tilleul habillé de violette, trois volumes mobiles[17].
- 3e Œil (1996) pylône égyptien, noyer et racine de vigne, citronnier de Ceylan, grenadille et amourette, fluorine de Chine sertie d'or[17].
- Cet arbre qui planta l'homme... (1998), chêne, érable ondé, bois d'amourette, mécanisme en argent[17].
- Collection (2000), violette de fil et de bout, vingt-cinq cases articulées en érable[17].
- Khépri (2002), prunier, pommier, scarabée en bronze[17].
- Minaudière (2002), ébène du Gabon et amarante d'Amazonie, or 18 carats et améthyste[17].
- Le Rocher habité (2014), bronze "habité" de bois précieux, de tiroirs et de mécanismes secrets, ainsi que d'un « miroir de verre soufflé au tain d'argent »[18].

## Atelier de Sassor

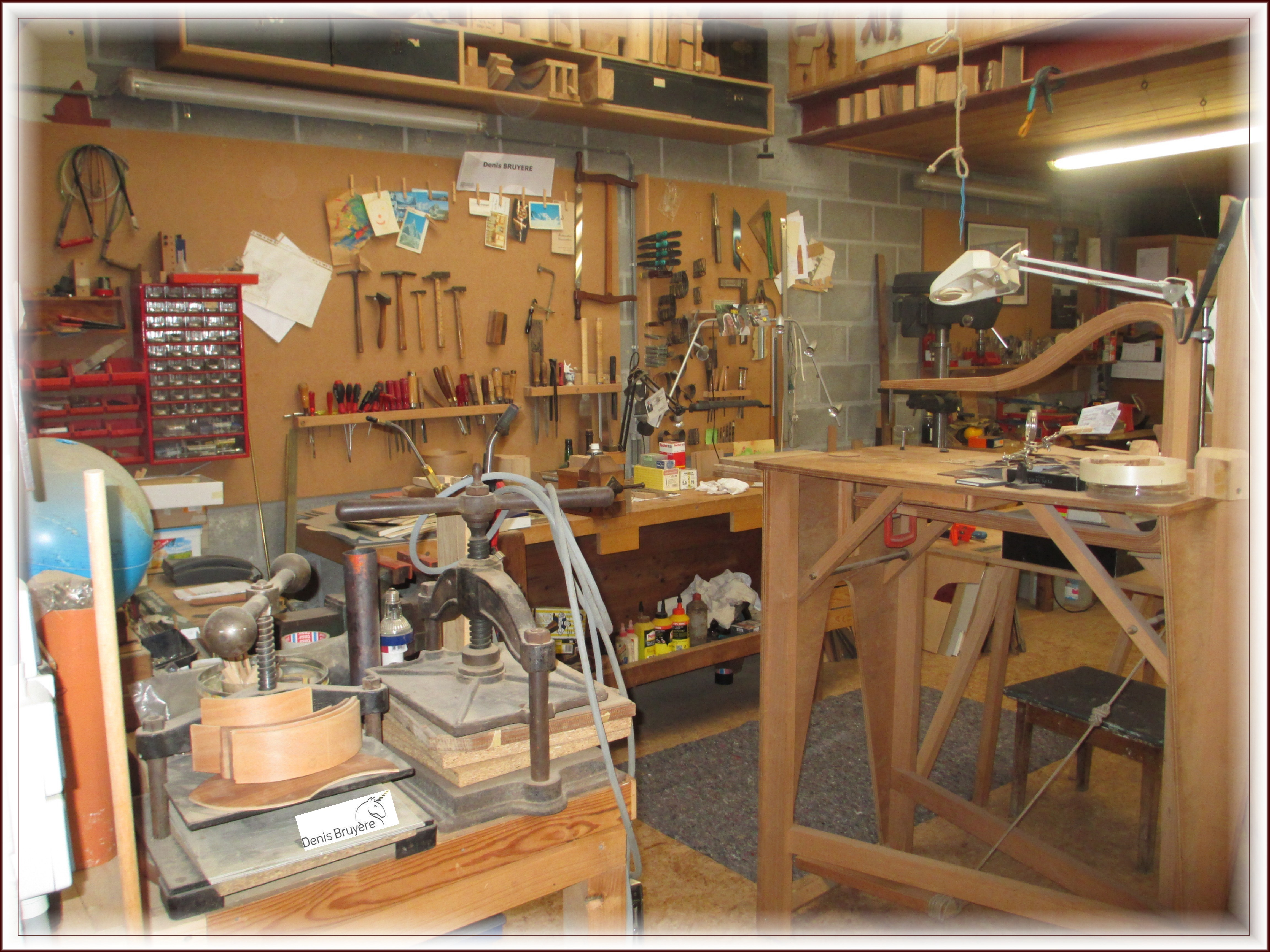
L'Atelier de Sassor, avec outils sur un pan de mur, scie de marqueterie à pédale, servant à découper et chantourner et presse d'ébéniste

L'atelier initial, créé par Denis Bruyère en 1980 en tant qu'indépendant, exige au fil des ans une extension. Lorsque l'ébéniste créateur commence, en 2005, la réalisation de l'œuvre monumentale New Town, il agrandit, en bois, l'ancienne grange qui, à Sassor, constitue son atelier.
L'Atelier de Sassor regroupe « autour de lui des professions très spécifiques : scieur de bois, menuisier ébéniste, sculpteur, fondeur de bronze, postainier, métalliseur, ferronnier, maître-verrier, peintre, éclairagiste ». Dans cet atelier, « avec son équipe, Denis Bruyère reçoit les commandes, des plus humbles aux plus magistrales, tant qu'elles honorent les principes de l'excellence et du savoir-faire. ».
Des formations y sont proposées qui permettent entre autres de revoir les styles de mobilier ou de renouer avec la créativité grâce à des techniques également valables en entreprise,,. Denis Bruyère ne veut pas laisser mourir la belle ébénisterie et entend motiver des jeunes,. En parallèle au projet New Town et à la suite de la construction de cet atelier, il souhaite créer une « école d'ébénisterie et de vie » où il apprend « aux jeunes le plaisir de travailler avec humanisme ». Chacun des collaborateurs de Denis Bruyère « a voix au chapitre et un apprenti a droit à une oreille attentive. Si son idée est bonne ou novatrice, elle sera intégrée. » (Denis Bruyère).
Simon Maillen relate sa rencontre avec Denis Bruyère, en 2007, lorsqu'il intègre l'Atelier de Sassor pour suivre trois ans de formation : « J'y apprends le métier en m'insérant dans le projet New Town consistant en la réalisation de quinze tours vitrines destinées à un château irlandais. Cette œuvre monumentale demande plusieurs années de travail qui me font découvrir un panel de techniques. ».

## Mise en œuvre de matériaux et conception d'instruments
Denis Bruyère emploie des matériaux très divers, précieux mais sobres, nobles et durables,. Il imagine et construit, si nécessaire, des outils et traitements du bois inédits comme lors de la création du bureau Bernard-l'Hermite.
Il met en œuvre différents matériaux, par exemple pour la réalisation de New Town, « car si le bois reste évidemment privilégié, le verre, la pierre et le métal y trouvent aussi leur place. ».
Membre de l'Association professionnelle de conservateurs-restaurateurs d'œuvres d'art (APROA-BRK) depuis 1992, il se doit, pour une conservation idéale du patrimoine intellectuel et technique, de respecter une éthique basée « sur une véritable philosophie du travail ».
« Dans l'Atelier de Sassor, on préfère fabriquer soi-même, dans un but d'excellence, d'harmonie et afin de préserver un certain côté magique, les nombreuses pièces métalliques qu'il s'agit de discrètement intégrer et dissimuler dans les meubles et objets d'art, plutôt que de rechercher dans le commerce des pièces qui seraient inadaptées ou trop voyantes. » (Denis Bruyère).

## Expositions

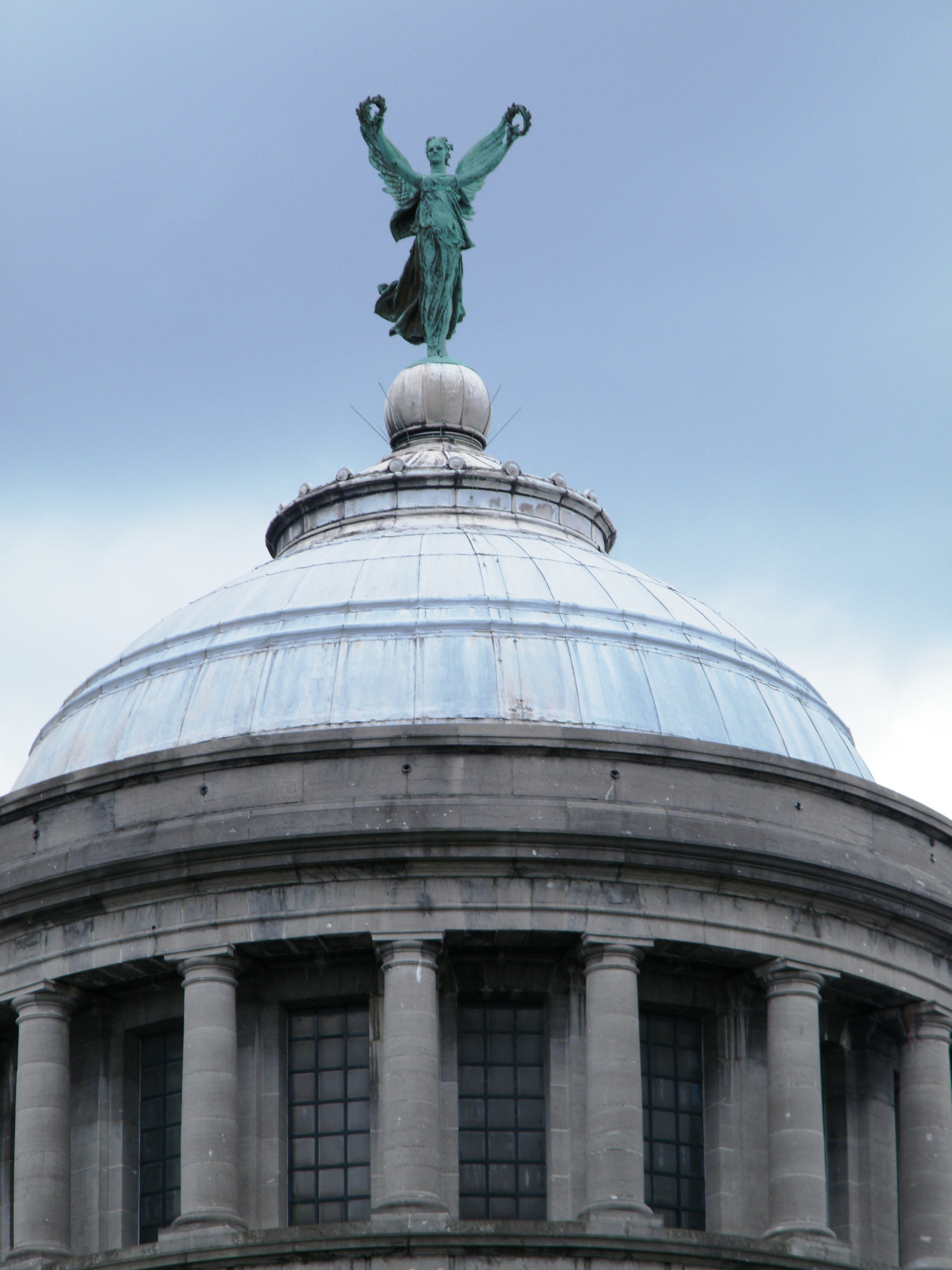
Musée du Cinquantenaire à Bruxelles.

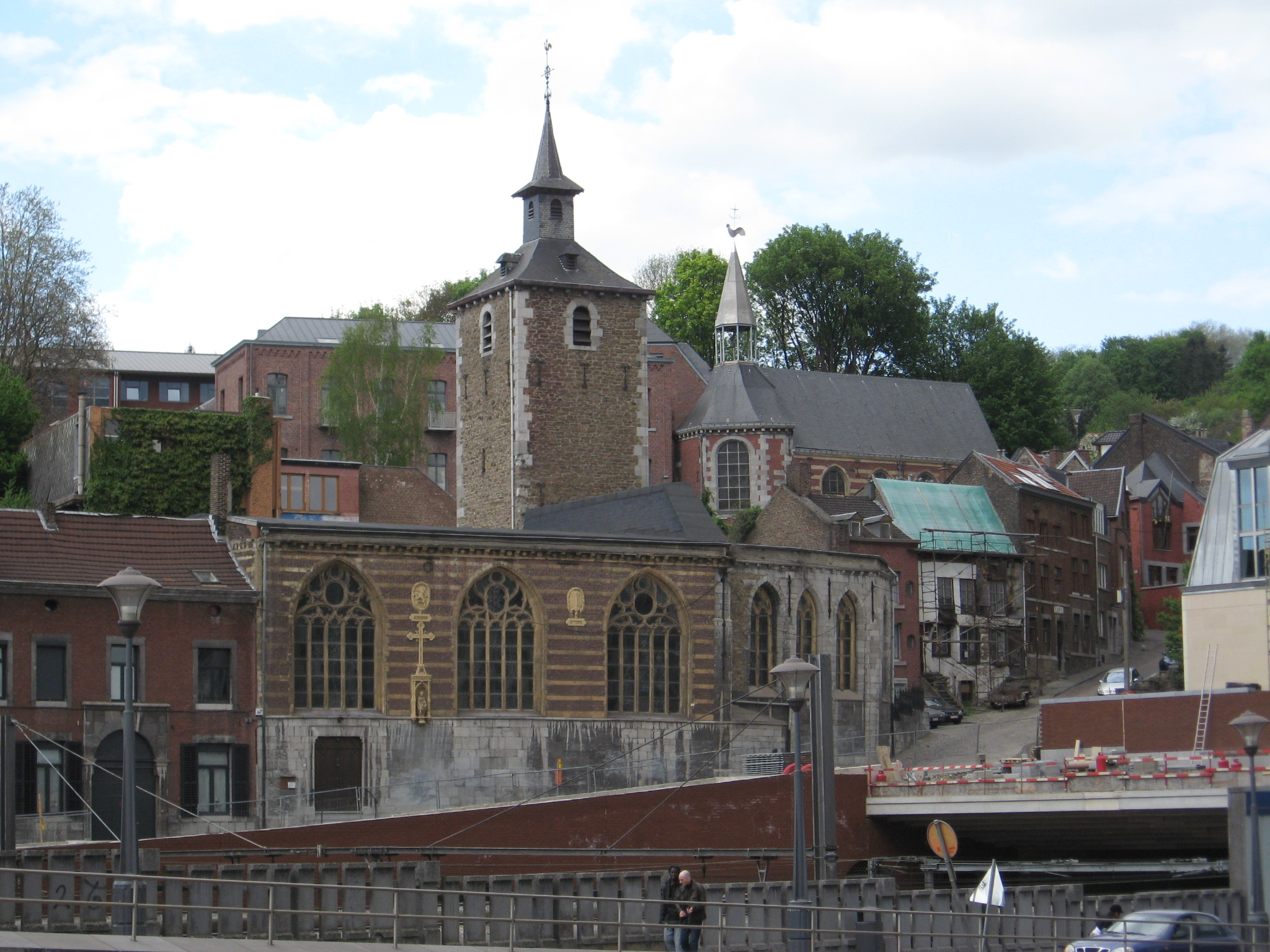
Église Saint-Servais de Liège.

- Novembre 1995 : lors des Fêtes de la Saint-Martin, Tourinnes-la-Grosse (Belgique), sur le thème des Rois mages, œuvre exposée : Les Rois de la Création[14].
- Janvier 1996 : Galerie Jean Gismondi, rue Royale, Paris (France)
- Novembre 1996 : Galerie Patrick Anciaux, galerie de la reine, Bruxelles
- Novembre 1997 : Musée du Cinquantenaire, Bruxelles. Artisan'art
- Septembre 1998 : Château d'Ayeneux (Belgique)
- Novembre 1998 : Musée du tram, Bruxelles. Artisan'art
- Décembre 1998 : Galerie Dominique Blieck, Bruxelles
- Janvier 1999 : Église Saint-Servais de Liège (Belgique)
- Mai 1999 : Galerie Thierry Collard, Verviers (Belgique)
- Octobre 1999 : Vagabond'art Brabant wallon
- Juin 2000 : Abbaye du Val-Dieu, Aubel (Belgique)
- Décembre 2000 : Martine Grooven, Embourg (Belgique)
- Avril 2001 : Centre culturel de Marche-en-Famenne (Belgique)
- Mai 2001 : Galerie Thierry Collard, Verviers
- Novembre 2001 : Hospice Comtesse, Lille (France)
- Février 2002 : Galerie Philippe Parent, Paris

En 2003 : expositions consacrées au Bureau Bernard-l'Hermite :
- Novembre : Galerie Carlton Hobbs, Londres
- Décembre : Galerie Serge Miessen, Bruxelles
- Janvier 2004 : Galerie Thierry Collard, Verviers[14].

À partir de 2004, Denis Bruyère ne travaille plus que sur commande et continue à créer des pièces uniques.

### Journée Portes ouvertes
Le 9 février 2013 : Présentation d'une grande bibliothèque en noyer : L'Entomologiste (avec porte intégrée permettant de la traverser pour entrer dans la pièce voisine) et son bureau assorti. Exposition de quelques pièces uniques avant leur livraison.

### Présentations des grands travaux
L'Atelier de Sassor est régulièrement ouvert lors de présentations des grands travaux juste avant leur livraison.

## Conférences

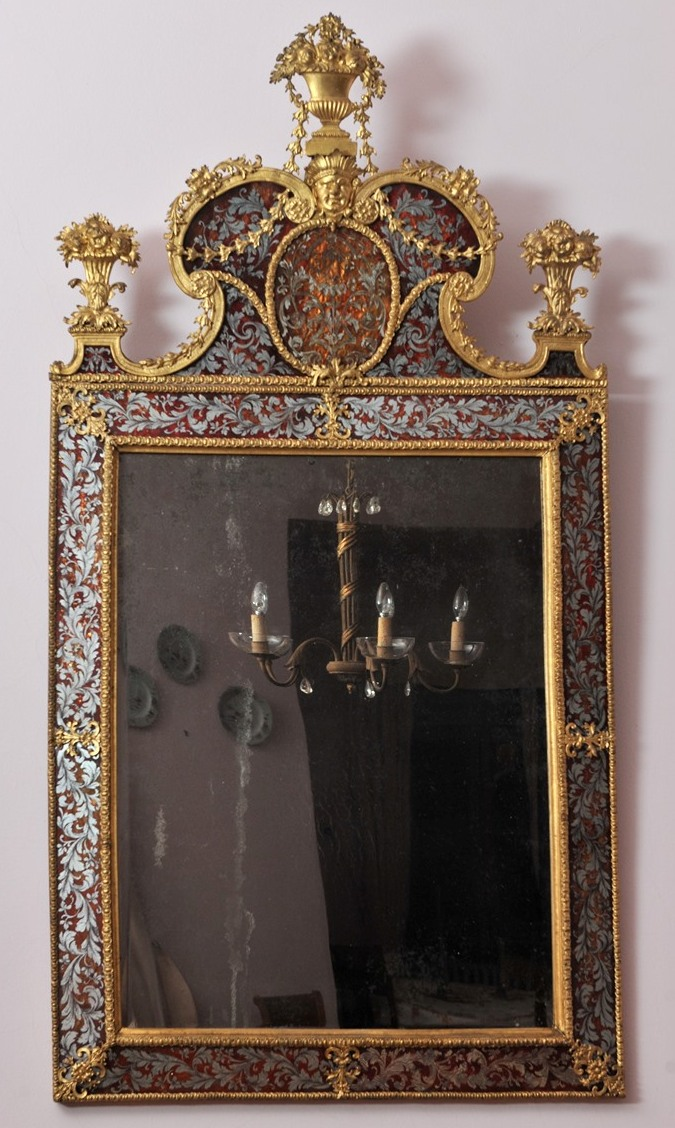
Miroir de Burchardt Precht

- Novembre 2013 : "Les miroirs de Precht (Stockholm circa 1700), Images, rayonnements et brillances du Grand Siècle", conférence de Denis Bruyère sur le thème "La brillance en conservation-restauration", lors du colloque de l'APROA-BRK[27].
- Avril 2014 : "Les créateurs, des siècles passés à nos jours", conférence de Christian Jordan et Denis Bruyère à la Maison de la Culture à Tournai[28],[29].

## Prix décernés
- Le 13 juin 2012, le prix à l'exportation "AWEX" du concours national La Vitrine de l'Artisan est décerné à Denis Bruyère, l'un des dix finalistes, à l'Hôtel de Ville de Gand, en présence de la Ministre des PME, des Indépendants, de l'Agriculture et de la Politique scientifique, Sabine Laruelle[30],[31],[32].
- Cette même année, une médaille montrant le "Sceau de Theux", créée par le maître graveur - enlumineur - héraldiste theutois Fernand Brose[33], est décernée à Denis Bruyère par la commune de Theux à l'occasion de ce prix à l'exportation "AWEX" et d'une place parmi les finalistes du concours national de La Vitrine de l'Artisan.
- En avril 2014, "Le St-Luc", prix décerné par l'Institut Saint-Luc de Tournai, section Ébénisterie, récompense Denis Bruyère et Christian Jordan lors du 125e anniversaire de cette section, pour leur dévouement à l'institut, plus particulièrement à ses élèves de la 7e année Création : « transmetteurs de la maîtrise des gestes et experts dans la connaissance du bois et de ses multiples usages, ils ont partagé leurs connaissances et leur passion et ont accueilli les étudiants dans leur atelier pour les motiver plus encore à croire en l'avenir de leur métier. »

## Autre activité
Invention du D-bar
En 2002, Denis Bruyère a « l'idée d'agrémenter son VTT d'un sur-guidon [...] lors d'une balade » effectuée avec André Renard, l'ex-directeur du GIGA (Groupe interdisciplinaire de génoprotéomique appliquée) de l'Université de Liège. André Renard lui propose de produire industriellement ce sur-guidon qui permet « de soulager les maux de dos dont souffrent de nombreux cyclistes. ». Il s'agit d'un guidon supplémentaire monté sur un levier mobile, pivotant à volonté sur le guidon d'origine.
Le « projet D-bar » et une demande de brevet européen bénéficient du soutien de la Région wallonne. Le projet est avalisé par l'École du dos du CHU de Liège. « On a en fait inventé le vélo à géométrie variable avec un sur-guidon qui s'adapte à chaque utilisateur. » (Denis Bruyère).
Denis Bruyère et André Renard créent une société où un manager, issu des HEC, travaille à temps plein,.